# Xã Pilot Mound, Quận Fillmore, Minnesota
Xã Pilot Mound (tiếng Anh: Pilot Mound Township) là một xã thuộc quận Fillmore, tiểu bang Minnesota, Hoa Kỳ. Năm 2010, dân số của xã này là 338 người.